# Bataille de Syrte (2016)
Pour les articles homonymes, voir bataille de Syrte.
Deuxième guerre civile libyenne
Batailles
- Benghazi (2014)
- Aéroport de Tripoli (en)
- Benghazi (2014–17)
- Oubari
- Kikla
- Derna (2015–16)
- Zliten
- Croissant pétrolier (janv. 2016)
- Syrte (2016)
- Croissant pétrolier (sept. 2016)
- Croissant pétrolier (2017)
- Birak (2017)
- Derna (2018–19)
- Croissant pétrolier (2018)
- Tripoli (2018)
- Fezzan
- Tripoli (2019–20)
- Syrte (2020)
- Tripolitaine orientale (2020)

La bataille de Syrte ou opération al-Bounyan al-Marsous s'est déroulée du 12 mai au 6 décembre 2016 lors de la deuxième guerre civile libyenne. Occupée depuis le 14 février 2015 par les djihadistes de l'État islamique, la ville de Syrte est reprise au terme de la bataille par les brigades de Misrata, ralliées au gouvernement d'union nationale (GNA) de Fayez el-Sarraj.

## Prélude
Au début de l'année 2015, l'État islamique n'occupe en Libye qu'une partie des villes de Derna et de Benghazi. L'organisation djihadiste fait son apparition en Tripolitaine au début du mois de février : une centaine de pick-ups commencent par parader à Nofilia, puis 800 hommes de l'EI prennent le contrôle d'une partie de la ville de Syrte le 14 février. Dans cette ville, les djihadistes d'Ansar al-Charia prêtent allégeance et rallient le mouvement d'Abou Bakr al-Baghdadi, tandis que la coalition islamiste Fajr Libya, ralliée au gouvernement de salut national, demeure dans le déni vis-à-vis de l'État islamique et officiellement nie la présence de ce groupe sur le sol libyen. Elle mobilise cependant un millier d'hommes et annonce son intention de reprendre Syrte. Les combats éclatent en mars entre les islamistes et les djihadistes,. Mais le 28 mai 2015, l'EI prend possession de l'aéroport de Syrte (en). Puis le 9 juin, il s'empare d'une centrale électrique à l'ouest, prenant ainsi le contrôle de toute la ville.
En août, une insurrection éclate à l'intérieur de Syrte après l'assassinat de l'imam madkhaliste Khaled Ben Rajab al-Ferjani qui avait refusé de laisser l'État islamique utiliser sa mosquée. Du 11 août au 14 août, la tribu des Al-Farjane et des madkhalistes affrontent les salafistes djihadistes de l'EI mais la rébellion échoue. Des dizaines de prisonniers sont exécutés dans la mosquée de Cordoue et les corps des vaincus sont crucifiés sur des échafaudages au rond-point de Zafran. Selon l'ambassadeur de Libye à Paris, les affrontements et la répression font 150 à 200 morts,,.
Le 4 janvier 2016, l'EI attaque à l'est de Syrte, il s'empare de Ben Jawad et assaille des terminaux pétroliers à Ras Lanouf, Marsa El Brega et Al-Sedra,.
Le 12 mai 2016, une offensive baptisée « Libération de Syrte » est lancée contre l'État islamique, qui contrôle alors une longue bande littorale d'environ 200 kilomètres dans la région de Syrte,. L'offensive est lancée à l'appel du Gouvernement d'union nationale (GNA),. Les brigades de Misrata, auparavant affiliées à Fajr Libya et au gouvernement de salut national, acceptent de participer à la campagne dont elles constituent la force principale,,. Syrte était peuplée de 120 000 habitants avant sa prise par l'EI un an plus tôt, mais elle n'en compte plus que 30 000 au moment de l'offensive. L'attaque est menée à l'ouest par les brigades de Misrata et à l'est par les Gardes des installations pétrolières (en) tous ralliés au GNA,,. D'autres groupes se joignent au combat, comme les 500 hommes du bataillon 604, originaires de plusieurs villes libyennes et d'obédience madkhaliste, qui reconnaissent aussi bien le Gouvernement d'union nationale que le gouvernement de Tobrouk,. Ces forces sont soutenues au sol par des forces spéciales britanniques,, qui participent directement aux combats. Des conseillers américains sont également présents. Selon Mohammed al-Ghasri, porte-parole de la chambre des opérations Al-Bounyan Al-Marsous, 15 à 20 soldats britanniques et américains sont engagés pour aider à cibler les objectifs. Des forces spéciales italiennes (en) appuieraient également les brigades de Misrata en effectuant des opérations de déminage,,.
À Syrte, l'État islamique dispose d'environ 2 000 à 3 000 combattants,,, et d'une dizaine de chars T-72 et T-55. Cependant, un certain nombre de djihadistes prennent la fuite au début de la bataille, avant que la ville ne se retrouve entièrement encerclée. Les chefs de l'EI à Syrte, Hassan al-Karami et Ali Safrani, auraient notamment quitté la ville dès le début de l'offensive

## Déroulement
Le 19 mai, les forces du GNA reprennent la ville d'Abou Grein (en), tombée aux mains de l'EI une semaine plus tôt,,. Le 31 mai, les Gardes des installations pétrolières (en) attaquent à l'est de Syrte et reprennent les villes de Ben Jawad et Nofilia,.
Après une pause dans l'offensive, les combats reprennent le 7 juin, les brigades de Misrata déclarent avoir pris le camp militaire de Takrift, puis la base d'Al Djalet et le carrefour stratégique d'Abou Hadi, au sud de Syrte. Le 8 juin, les brigades de Misrata pénètrent dans la ville de Syrte par l'entrée ouest, là où les djihadistes avaient l'habitude d'exposer les corps crucifiés des condamnés à mort,. La centrale thermique à l'entrée ouest, l'aéroport international (en) au sud-est et une partie du port sont pris. De son côté, la Garde des installations pétrolières avance à l'est et atteint la ville de Haraoua (en), à 75 kilomètres de Syrte.
À Syrte, les combats se concentrent près du palais des congrès Ouagadougou, faisant au moins 15 morts et 95 blessés, et où plusieurs snipers de l'EI ralentissent la progression des forces du GNA. Une petite flottille affiliée aux brigades de Misrata bloque également la façade maritime de la ville,. Celle-ci, commandée par le colonel Reda Issa, comporte seulement deux zodiacs et trois remorqueurs, la flotte du GNA n'intervenant pas directement.
Le 10 juin, les brigades de Misrata prennent le contrôle du port,. Le 12 juin, l'EI mène trois attaques-suicides avec des véhicules piégés, les djihadistes restent retranchés dans un secteur de 5 km2. À partir du 12 juin cependant, les forces du GNA peinent à avancer sur le secteur tenu par l'EI, les djihadistes parviennent à contenir leurs offensives. Le 21 juin, elles déplorent environ 50 morts et 150 blessés dans des combats sur les fronts ouest et sud, soit les pertes les plus lourdes en une journée depuis le début de l'offensive,,. Le 24 juin, une contre-offensive djihadiste est repoussée près de la route côtière.
Le 1er juillet, après de longs combats, les forces du GNA finissent par prendre le quartier des 700, situé au sud-ouest de la ville. Elles avancent ensuite vers l'hôpital Ibn Sina et le palais des congrès Ouagadougou, ancien siège de l'Union africaine sous Kadhafi, utilisé comme quartier-général par les djihadistes,,. Ces derniers continuent également de se battre dans le quartier de Ghiza Asskariya, et dans le centre-ville. Le 15 juillet, l'État islamique mène deux attaques-suicides au véhicule piégé au sud de la ville alors que les forces du GNA poursuivent leur progression vers le palais Ouagadougou, ces dernières laissent au moins 20 morts et 105 blessés dans les affrontements de la journée.
Le 21 juillet, les brigades de Misrata s'emparent d'un hôtel, à l'est de la ville, utilisé par les snipers de l'EI. Elles s'emparent également d'une partie du quartier « Dollar », au prix de 22 morts et 175 blessés dans les combats de la journée. Le 24 juillet, les forces du GNA s'emparent d'un important centre de fabrication d'explosifs au sud-est de la ville.
Les 1er et 2 août, les États-Unis commencent à mener des frappes aériennes à Syrte. Les bombardements sont effectués par des AV-8B Harrier II du VMM-264 (en) du Corps des Marines embarqués à bord du USS Wasp (LHD-1), tandis que des drones de combat décollent en Jordanie, pilotés depuis la base aérienne de Sigonella, en Sicile. Le Pentagone affirme avoir frappé deux chars de combat, des véhicules militaires et un lance-roquettes multiple. Selon Mohamed Darat, haut commandant du GNA, ces bombardements permettent aussi de sécuriser le quartier résidentiel Dollar, en repoussant les djihadistes retranchés en lisière de ce secteur. Le président américain Barack Obama annonce ensuite que les frappes aériennes vont se poursuivre pendant un mois. Au cours du mois d'août, les Américains mènent 92 frappes aériennes à Syrte. Le 7 août, un véhicule de l'EI s'écrase sur un point de contrôle de l'organisation après avoir été touchée par l'une d'entre elles. 
Début août, l'État islamique tient toujours quatre quartiers de Syrte, soit 70 % de la ville, et dispose encore de 500 à 1 000 combattants,,, tandis qu'à l'extérieur de la ville, des cellules de l'EI continuent de placer des IED sur la route de Misrata à Syrte (en).
Le 10 août, les forces du GNA s'emparent du palais des congrès Ouagadougou. L'hôpital Ibn Sina, à proximité du palais des congrès, l'université (en), située dans les faubourgs sud, et des bâtiments de la banque al-Wahda et de la Banque nationale du commerce sont également pris le même jour. Les hommes de l'EI conservent encore les quartiers résidentiels 1, 2 et 3, et un complexe de villas près de la mer. Le bilan de la journée est de 16 morts et 93 blessés du GNA, tandis que les djihadistes laissent derrière eux une vingtaine de cadavres à l'université,,,. Un Aero L-39 Albatros de la Force aérienne libyenne est perdu le même jour, entraînant la mort du général commandant celle-ci et d'un colonel le pilotant.
Les forces gouvernementales poursuivent leur progression dans Syrte. Le 13 août, elles prennent le contrôle du bâtiment de la radio. Le 14, elles s'emparent des immeubles dits des « 1 000 unités de logement » situé à la lisière du « quartier no 2 »,. Puis le 16 août, les brigades de Misrata lancent l'attaque sur le quartier résidentiel no 2, au nord-ouest de Syrte, qui est pris en quelques heures. Elles pénètrent ensuite dans le quartier no 1.
Pour tenter d'empêcher, sans succès, l'avancée des troupes du GNA, l'EI commet neuf attentats-suicide le 17 août.
Le 21 août, les combats font 9 morts et 85 blessés du côté des forces libyennes qui reprennent une prison de l'EI dans le secteur de Boufaraa ainsi que la mosquée Ribat, la principale de Syrte. Le 23 août, les Américains engagent pour la première fois dans la bataille des hélicoptères AH-1W SuperCobra du VMM-264 (en),,. Le 24 août, le centre de la Hisba, la police de l'État islamique, est pris. Fin août, les forces du GNA ouvrent pendant deux jours un couloir marqué par deux drapeaux blancs afin de permettre aux familles des djihadistes de s'enfuir, mais aucune personne ne se présente.
Le 28 août, après d'intenses frappes aériennes nocturnes américaines, les forces du GNA annoncent qu'elles lancent la « dernière phase » de leur offensive. Un millier de miliciens attaquent les deux derniers quartiers de la ville encore tenus par l'État islamique. Les pertes sont lourdes, les forces loyalistes déplorent au moins 48 morts et 200 blessés les 28 et 29 août,,. Le soir du 29 août, les forces du GNA annoncent que le quartier no 1 est conquis et que les derniers djihadistes — estimés entre quelques dizaines et 200 hommes — sont désormais acculés dans le quartier no 3, qu'ils ne tiennent plus qu'à moitié,. Le porte-parole de la chambre des opérations Al-Bounyan Al-Marsous, Mohammed al-Ghasri, déclare alors : « Syrte, c'est fini. Ils sont encerclés, ils n'ont plus aucun soutien et nous ne voulons pas de prisonniers. Ils doivent mourir ».
Le 3 septembre, les forces du GNA lancent un nouvel assaut dans le quartier no 3, elles reprennent plusieurs positions à l'EI dont deux banques et un hôtel, au prix de 10 à 15 tués,,.
Syrte connaît ensuite une phase d'accalmie de deux semaines, l'Italie annonce alors le déploiement de 300 militaires à Misrata — 100 médecins et infirmiers et 200 parachutistes — pour établir un hôpital de campagne. Le 18 septembre, les combats reprennent ; dans la soirée, les forces du GNA annoncent avoir pris le contrôle de plusieurs bâtiments dont un hôpital de campagne et une école utilisée par les djihadistes comme atelier pour assembler des véhicules piégés. Le 22 septembre, neuf soldats pro-gouvernementaux et dix djihadistes sont tués dans des combats. Le centre de presse des forces loyalistes annonce que leurs soldats « progressent vers les derniers retranchements de Daech ».
À partir de septembre, les combats baissent en intensité à cause de otages civils retenus par l'EI et du manque de motivation et d'organisation d'une partie des forces du GNA, éprouvées par de très lourdes pertes,. L'hôpital de Misrata peine également à prendre en charge tous les blessés et les offensives sont souvent lancées ou freinées en fonction des lits disponibles.
Le 2 octobre, les forces du GNA lancent un nouvel assaut. Elles affirment avoir tué 80 combattants de l'EI, contre 8 soldats tués et 57 blessés dans leurs rangs. L'État islamique donne de son côté un bilan de 64 morts ou blessés pour ses adversaires,. Le 9 octobre, les forces du GNA affirment avoir fait une percée dans le dernier secteur tenu par les djihadistes, et l'avoir coupé en deux. Le 14 octobre, une nouvelle offensive loyaliste contre le dernier secteur tenu par l'EI fait au moins 14 morts et 25 à 30 blessés du côté du GNA. L'EI ne tient plus qu'un kilomètre carré de maisons et d'immeubles dans le quartier no 3,. Le 16 octobre, les forces pro-gouvernementales reprennent le secteur de Cambo, neutralisent un réseau de tunnels qu'utilisaient les djihadistes pour se cacher et préparer des embuscades, et prennent position dans un hôpital de campagne. Durant le week-end du 14 au 16 octobre, les États-Unis bombardent à 36 reprises des positions de l'EI. Le 22 octobre, 13 étrangers — un Égyptien, un Turc et onze Érythréennes — sont délivrés par les troupes du GNA. Cependant, un certain nombre de djihadistes étant parvenus à fuir mènent ensuite des attaques derrière la ligne de front avec des engins explosifs pour tenter d'entraver la progression des troupes du gouvernement de Tripoli.

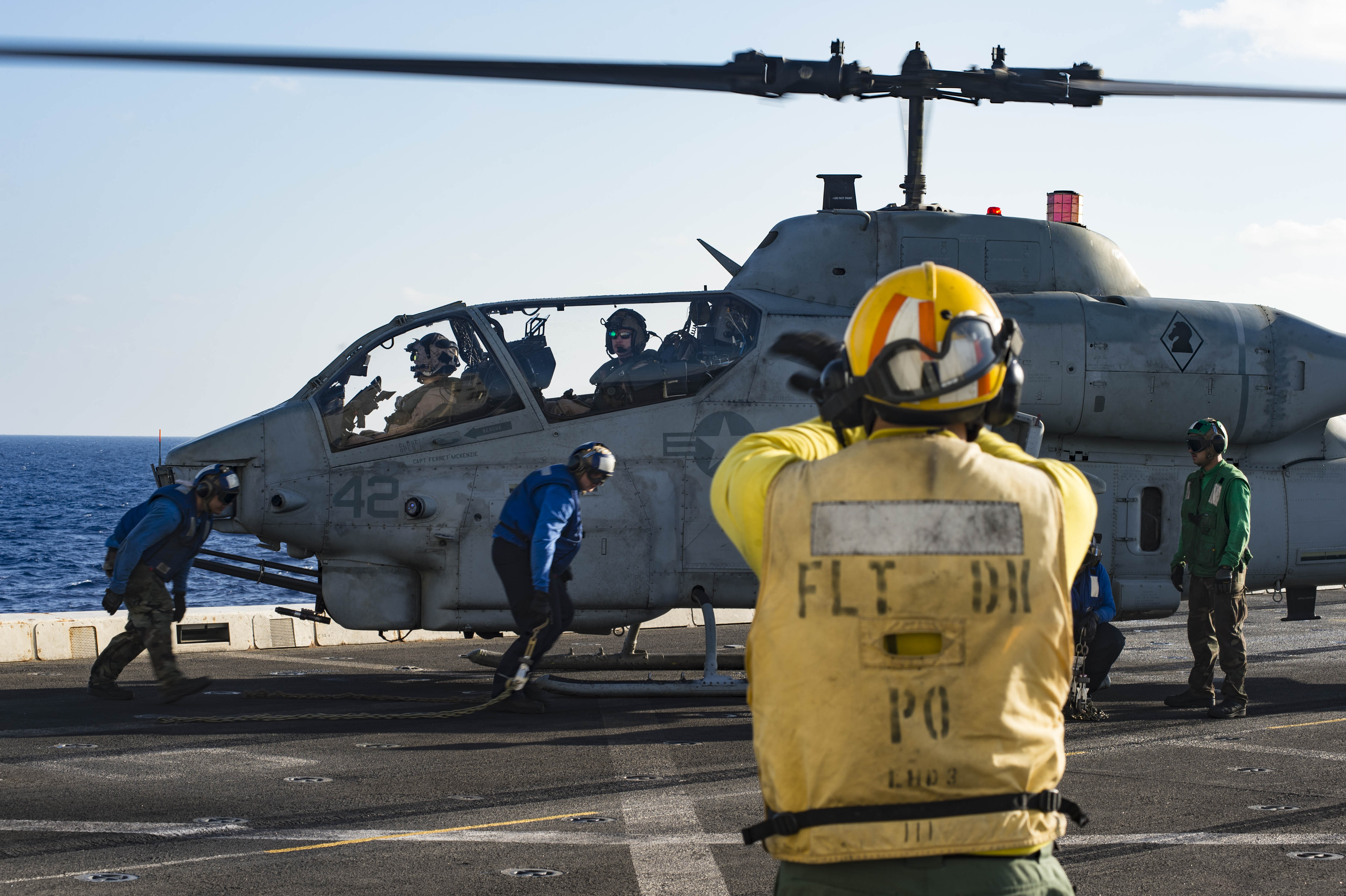
Un Bell AH-1 SuperCobra se préparant à décoller du Wasp le 25 octobre 2016 pour une mission à Syrte.

À partir de fin octobre, les djihadistes ne tiennent plus qu'une zone d'un kilomètre carré dans le quartier d'al-Giza al-Bahriya, situé juste au nord du quartier no 3,. Le 21 novembre, les forces du GNA attaquent al-Giza al-Bahriya et s'emparent d'une quinzaine de maisons et d'une école au prix de deux morts et 17 blessés. Au moins huit combattants sont encore tués dans un nouvel assaut le 26 novembre, mais les brigades de Misrata progressent encore et s'emparent d'une trentaine d'habitations.
Le 1er décembre, le Pentagone déclare que l'État islamique ne tient plus que « deux pâtés de maisons », ces positions sont alors visées par des frappes aériennes américaines. Le 2 décembre, plusieurs femmes quittent le dernier carré djihadiste avec l'autorisation du GNA, mais certaines d'entre elles se font exploser avec des ceintures explosives, faisant quatre morts et 38 blessés parmi les miliciens selon un porte-parole des brigades loyalistes. Le 4 décembre, au prix d'un mort et 17 blessés, les hommes du GNA s'emparent de neuf des 60 bâtiments encore aux mains de l'EI, une dizaine de femmes et d'enfants parviennent à fuir le dernier pâté de maisons tenu par les djihadistes, mais une des femmes effectue à nouveau une attaque suicide à l'explosif. Le 5 décembre, Reda Issa, le porte-parole de l'opération militaire, annonce la reprise du « contrôle total de Syrte »,. Quelques combattants de l'EI tentent même de fuir la ville à la nage, mais huit d'entre eux sont rattrapés et faits prisonniers. En réalité, les djihadistes tiennent encore une ultime poche de résistance, une quinzaine de bâtiments à al-Giza al-Bahriya,,. Cette dernière poche de résistance tombe finalement le 6 décembre,,,,. Une trentaine de djihadistes se rendent lors de ces derniers combats,.

## Bilan humain

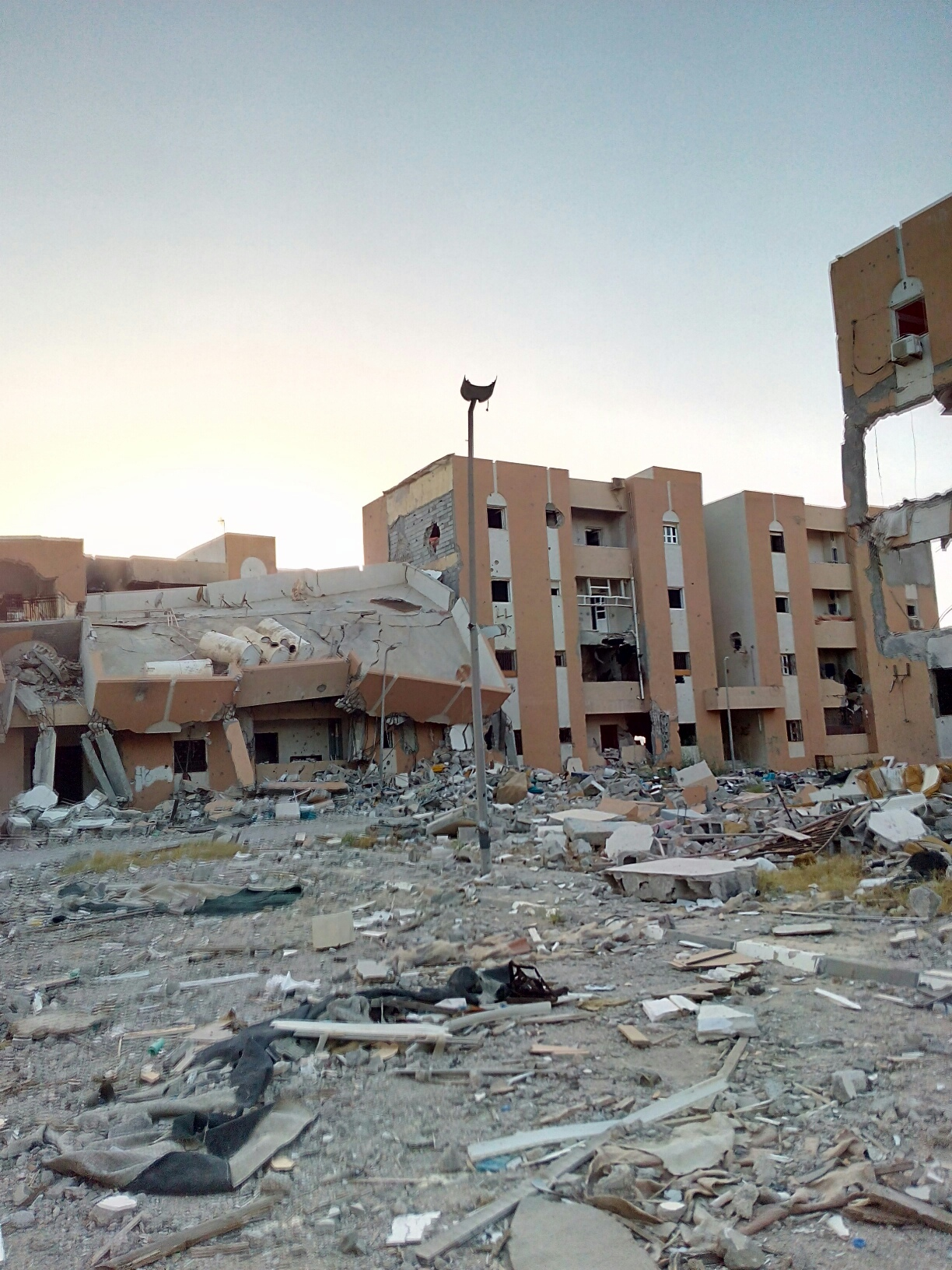
Immeubles détruits en 2017.

Le 10 juin 2016, Aziz Issa, membre de l'hôpital de Misrata, fait état à l'AFP de 115 combattants tués et 300 blessés en trois semaines d'offensive. Le bilan monte à 137 morts et 500 blessés le 11 juin, 170 morts et 700 blessés le 20 juin, 241 morts et 1 400 blessés le 12 juillet, 280 morts et 1 500 blessés le 24 juillet et 400 morts et 2 000 blessés le 7 août. De son côté, un porte-parole du GNA donne un bilan de plus de 300 morts et 1 300 blessés le 22 juillet. À la date du 11 novembre 2016, les pertes sont d'au moins 667 morts et 3 000 blessés. À la fin de la bataille, le 6 décembre, le bilan est de 712 morts et 3 210 blessés selon Akram Gliwan, le porte-parole de l'hôpital central de Misrata,,. Le 19 décembre, Omar Bashir al-Taher, ministre de la Santé du GNA, annonce lors d'une conférence de presse que 740 combattants ont été tués et plus de 4 000 blessés dans la bataille contre l'État islamique.
La plupart des pertes loyalistes sont causées par des mines, des engins explosifs improvisés (IED) et des snipers. Misrata ne dispose que d'un hôpital, dont la capacité — seulement 120 lits — n'est pas suffisante pour prendre en charge tous les blessés. Les forces du GNA sont parfois contraintes de freiner leurs offensives pour attendre que des places se libèrent. À la date du 23 août, 2 049 blessés ont été reçus à Misrata. Certains sont soignés en Libye, mais plusieurs centaines sont transférés en Algérie, en Tunisie, en Turquie et quelques dizaines en Italie ou à Malte,,.
Selon les déclarations fin juin et début juillet 2016 d'Ibrahim Baïthimal, chef du conseil militaire de Misrata, 700 corps de combattants de l'EI ont été dénombrés sur les 2 500 djihadistes engagés dans les combats, 500 à 600 sont toujours retranchés à l'intérieur de Syrte, une cinquantaine ont été faits prisonniers et les autres se sont enfuis en direction de l'est ou du sud,. De mai à fin août, les djihadistes ont utilisé plus de 50 VBIED. À la date du 11 novembre 2016, les pertes de l'EI sont de 1 800 à 2 000 morts selon Reda Issa, porte-parole des forces pro-GNA. Après la chute de la dernière poche de résistance de l'EI, les forces du GNA déclarent avoir récupéré 266 corps de djihadistes « dans les rues ou dans les maisons de différents quartiers de Syrte » les 6 et 7 décembre ; un responsable sécuritaire déclare alors à l'AFP que « pas moins de 2 500 morts » ont été recensés parmi les combattants de l'EI depuis le début des opérations le 12 mai.
Environ 700 cadavres de djihadistes sont récupérés par les miliciens et conservés pendant des mois à la morgue de Misrata. Parmi ces derniers, environ 15 % étaient des Africains subsahariens, mais la grande majorité des combattants étrangers étaient Tunisiens. D'autres corps ont cependant été enterrés à Syrte ; selon Ali Touelleb, le responsable de la morgue de Misrata, les pertes de l'État islamique au cours de la bataille auraient été approximativement de 2 000 morts.
Les forces aériennes américaines ont quant à elles mené 495 frappes entre le 1er août et le 6 décembre 2016. Selon Airwars, au moins 37 civils ont été tués et 69 autres blessés par les bombardements aériens des États-Unis et du GNA.
Deux photojournalistes sont tués au cours de la bataille par des snipers de l'EI ; le Libyen Abdelkader Fassouk, mort le 21 juillet, et le Néerlandais Jeroen Oerlemans (en), mort le 2 octobre 2016,,.

## Suites
Après sa défaite à Syrte, l'État islamique n'exerce plus de contrôle territorial en Libye. Ses combattants passent alors à la guérilla et se montrent surtout actifs dans les régions désertiques situées au sud de Syrte.
En octobre 2018, un charnier contenant 110 corps est découvert dans une zone agricole à environ 15 km à l'ouest de Syrte.

### Documentaires
- Épisode Daech, dans le cerveau du monstre, 18e épisode de la douzième saison de la série Le Monde en face, d'une durée de 71 minutes et 29 secondes. Réalisation de Kamal Rédouani. Diffusé pour la première fois le 18 septembre 2018 à 20 h 55 sur la chaîne France 5.

### Vidéographie
- [vidéo] Combats entre les forces libyennes et l'EI près de Syrte, Le Monde avec Reuters, 2 juin 2016.
- [vidéo] Vidéo : à Syrte, les milices de Misrata en première ligne contre l’EI, France 24, 6 juillet 2016.
- [vidéo] Libye : l’EI perd du terrain dans son bastion de Syrte, Le Monde avec Reuters, 23 août 2016.
- [vidéo] Libye : à Syrte, les combats dans le dernier quartier tenu par l’EI, Le Monde, 31 août 2016.
- [vidéo] Vidéo : les derniers jours de la bataille de Syrte contre l'organisation EI, France 24, 15 septembre 2016.
- [vidéo] Chaos in Libya is Setting The Stage For An ISIS Comeback (HBO), VICE news, 24 mai 2017.

### Reportages
- Louis Imbert, Le centre Ouagadougou, vestige de l’émirat défunt de l’EI, Le Monde, 30 août 2016.
- Mathieu Galtier, À Syrte, la victoire à portée de fusil, Libération, 13 septembre 2016.
- Louis Imbert, Les visages des jeunes combattants libyens de Syrte, Le Monde, 16 septembre 2016.
- Mathieu Galtier, À Misrata, les orphelins oubliés de l’État islamique, Libération, 7 novembre 2017.

### Reportages photographiques
- Gabriele Micalizzi, À Syrte, sur la ligne de front entre les forces progouvernementales et l’État islamique, Le Monde, 22 juin 2016.
- Goran Tomasevic, À Syrte, les forces loyalistes libyennes progressent contre l’EI, Le Monde avec Reuters, 25 juillet 2016.
- Fanny Arlandis et Mahmud Turkia, Rue par rue, comment Syrte est reprise à Daech, Slate avec AFP, 1er septembre 2016.
- Lorenzo Meloni, À Syrte, guérilla urbaine contre l'État islamique, Libération, 14 septembre 2016.